# 수형자의 재판출정시 운동화착용 불허 사건
수형자의 재판출정시 운동화착용 불허 사건은 대한민국의 유명 헌법재판소 판례이다. 

## 사실관계
청구인은 강도살인으로 무기징역형을 선고받아 공주교도소에 수감되었는데, 공주교도소장은 청구인을 엄중격리대상자로 지정하였고, 청구인을 교도소로 이송하였다. 청구인은 국가를 상대로 제기한 민사재판의 항소심에서 국가 소송수행자인 전주교도소 교도관은 준비서면에 청구인에 대한 교도소 내 조사징벌사항과 청구인의 정보공개청구내역을 첨부하여 법원에 제출하였다. 청구인은 민사재판 변론기일에 출석할 때 운동화를 착용케 해달라는 신청을 하였으나 교도소장은 '수용자 피복관리 및 제작에 관한 지침'에 의거하여 이를 불허하였고, 이에 청구인은 부득이 교도소에서 지급되는 고무신을 신고 민사법정에 출석하였다. 청구인은 영치품 중 적색 긴팔 티와 적색 반팔 티를 착용하게 해달라는 신청을 하였으나, 원색의류라는 이유로 불허당하였다. 청구인은 교도소장에 대하여 공주교도소에서의 동태시찰상황문서에 대한 정보공개청구를 하였으나, 교도소장은 공공기관의 정보공개에 관한 법률 제9조 제1항 제3호에 따라 비공개결정을 하였다. 청구인은 피청구인들의 위 각 행위와 이 사건 법률조항이 청구인의 기본권을 침해하였다고 주장하면서 이 사건 헌법소원심판을 청구하였다.

## 판단

### 본 안에 대한 판단
운동화착용불허행위는 이미 종료된 행위로서 행정심판이나 행정소송의 대상으로 인정되기 어려울 뿐 아니라 소의 이익이 부정될 가능성이 높아 보충성의 예외이다. 청구인의 주관적 권리이익은 소멸되었으나 헌법질서의 수호, 유지를 위하여 의미를 가지므로 심판 청구의 이익을 인정할 수 있으므로 운동화착용불허행위 부분에 대한 심판청구만 적법하다.  

### 운동화착용불허행위의 위헌 여부
법령에 근거한 처분이므로 법률유보의 원칙에 위배되지 않는다. 무죄추정의 원칙이 적용되는 미결 수용자와 재판을 거쳐 형이 확정된 수형자는 구금되어 있다는 점만 유사하고 본질적으로 동질적 집단이 아니므로 평등권을 침해하지 않는다. 운동화착용불허행위는 시설 바깥으로의 외출이라는 기회를 이용한 도주를 예방하기 위한 것으로서 그 목적이 정당하다. 

## 결론
운동화착용불허행위에 대한 심판청구를 기각하며, 그 외 심판청구는 모두 각하한다.

## 참고 문헌
- 헌재 2011.2.24. 2009헌마209 [기각, 각하]
- 정회철, 최근 5년간 중요 헌법재판소 판례